# Den grønne elevator
Den grønne elevator er en dansk komediefilm fra 1961, instrueret af Anker Sørensen efter manuskript af Arvid Müller og Aage Stentoft.

## Medvirkende
- Kjeld Petersen
- Ghita Nørby
- Birgitte Reimer
- Christian Arhoff
- Paul Hagen
- Axel Strøbye
- Bjørn Puggaard-Müller
- Tove Wisborg